# 손세빈
손세빈(1989년 5월 27일 ~ )은 대한민국의 배우이다.

## 학력
- 건국대학교 영화학과
- 성균관대학교 대학원

## 연기 활동

### 드라마
| 연도 | 방송     | 제목                                | 역할              | 비고 |
| ---- | -------- | ----------------------------------- | ----------------- | ---- |
| 2013 | SBS      | 두 여자의 방                        | 진수희            |      |
| 2013 | SBS      | 잘 키운 딸 하나                     | 은소연            |      |
| 2014 | KBS2     | 조선 총잡이                         | 명월              |      |
| 2014 | OCN      | 나쁜 녀석들                         | 우현우의 약혼녀   |      |
| 2014 | TV조선   | 최고의 결혼                         | 강하니            |      |
| 2014 | MBC      | 전설의 마녀                         | 마도진의 원나잇녀 |      |
| 2014 | KBS2     | 달콤한 비밀                         | 허안나            |      |
| 2015 | SBS      | 냄새를 보는 소녀                    |                   |      |
| 2015 | SBS      | 이혼변호사는 연애중                 | 고미희            |      |
| 2015 | KBS2     | KBS 웹드라마 스페셜 - 프린스의 왕자 | 향단              |      |
| 2016 | SBS      | 애인 있어요                         | 하서준            |      |
| 2017 | MBC      | 불어라 미풍아                       | 휴게소의 여자     |      |
| 2018 | JTBC     | 밥 잘 사주는 예쁜 누나              |                   |      |
| 2018 | 넷플릭스 | YG전자                              |                   |      |
| 2019 | tvN      | 진심이 닿다                         |                   |      |
| 2020 | JTBC     | 놓지마 정신줄                       | 김비서            |      |
| 2025 | MBC      | 태양을 삼킨 여자                    | 오자경            |      |

### 영화
- 2005년 《점프》 ... 이유나 역
- 2011년 《너는 펫》 ... 김지영 역
- 2011년 《도시의 풍년》 ... 한미유 역
- 2012년 《차이나 블루》 ... 주원 역
- 2014년 《남자가 사랑할 때》 ... 혜경 역

## 광고
- 2014년 세정 피버그린
- 2015년 클라리소닉 오리지널 클렌징 디바이스
- 화이트
- 아시아나
- 갤럭시 S3
- 롯데 카드

## 수상
- 2012년 친환경 문화 홍보대사 선발대회 에코 퀸